# Anderny
Anderny ist eine französische Gemeinde mit 255 Einwohnern (Stand: 1. Januar 2022) im Département Meurthe-et-Moselle in der Region Grand Est (vor 2016: Lothringen). Die Gemeinde gehört zum Arrondissement Val-de-Briey und ist Mitglied im Gemeindeverband Communauté de communes Cœur du Pays-Haut. Die Einwohner werden Andernois und Andernoises genannt.

## Geographie
Anderny liegt etwa 35 Kilometer südsüdwestlich von Luxemburg und 21 Kilometer westsüdwestlich von Thionville. Umgeben wird Anderny von den Nachbargemeinden Malavillers im Nordwesten und Norden, Audun-le-Roman im Norden und Nordosten, Sancy im Nordosten und Osten, Tucquegnieux im Südosten und Süden, Mairy-Mainville im Süden und Südwesten sowie Mont-Bonvillers im Südwesten und Westen.

## Bevölkerungsentwicklung

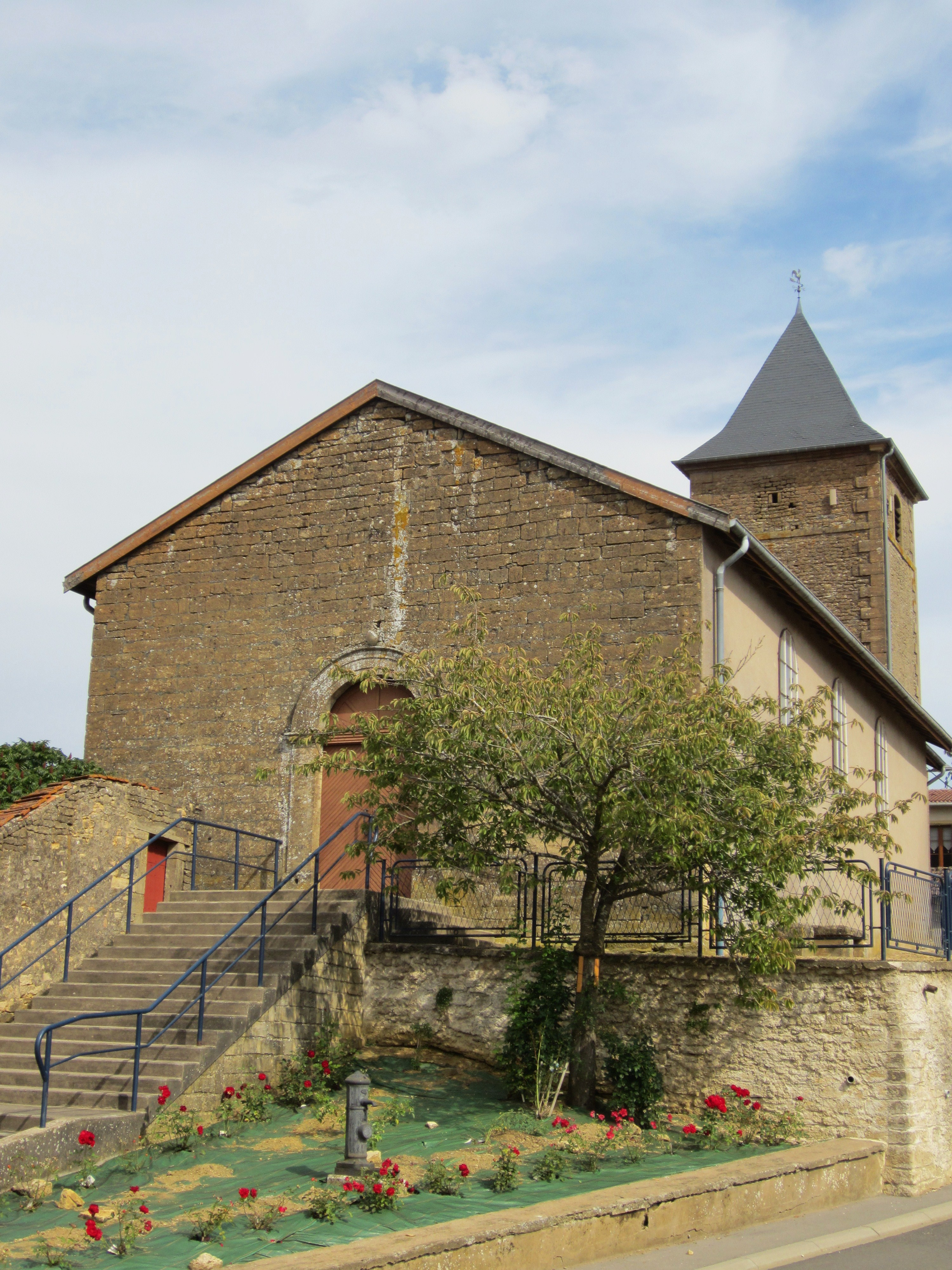
Kirche Saint-Étienne

| Jahr                       | 1962 | 1968 | 1975 | 1982 | 1990 | 1999 | 2006 | 2019 |
| -------------------------- | ---- | ---- | ---- | ---- | ---- | ---- | ---- | ---- |
| Einwohner                  | 446  | 326  | 288  | 241  | 199  | 222  | 303  | 259  |
| Quellen: Cassini und INSEE |      |      |      |      |      |      |      |      |

## Sehenswürdigkeiten
- Kirche Saint-Étienne aus dem 13. Jahrhundert
- Beinhaus aus dem 17. Jahrhundert, seit 1987 als Monument historique eingeschrieben
- Reste des Siechenhauses
- Festes Haus aus dem 16. Jahrhundert, im 19. Jahrhundert zu einem landwirtschaftlichen Betrieb umgebaut